# Bergbauwanderweg Muttental

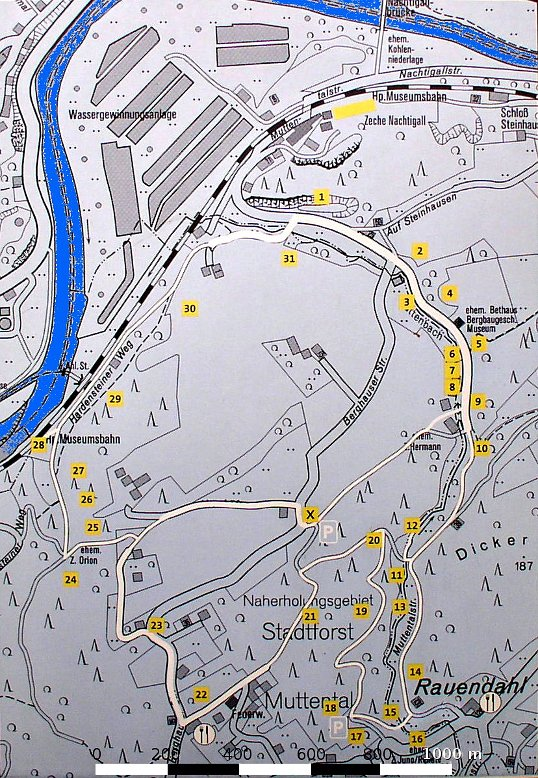
Übersichtstafel

Der Bergbauwanderweg Muttental im Bereich des Muttentals in Witten ist ein neun Kilometer langer Rundweg südlich der Ruhr. Dieser Bergbauwanderweg wurde ab 1972 geschaffen und wurde 1977 fertig gestellt. Die Schaupunkte werden vom Förderverein Bergbauhistorischer Stätten Ruhrrevier betreut.

## Inhalte
Entlang des Wanderweges befinden sich Zeugnisse aus vielen Jahrhunderten Ruhrbergbau. Dazu zählen Stollen, Pingen, Fördergerüste, Halden, Verladeanlagen und mehr. Jedes Relikt wird mit einer aufwändig gestalteten Tafel erläutert.
Zu den Attraktionen des Wanderwegs zählen mehrere erhaltene bzw. restaurierte Stollenmundlöcher, das Bethaus der Bergleute und das LWL-Industriemuseum Zeche Nachtigall. Die umgebenden Wälder, Wiesen und der Muttenbach machen den Weg zu einem Naturerlebnis. Ein Teil des Weges verläuft durchs Naturschutzgebiet Hardenstein. Am Weg bzw. in der Nähe des Weges liegen die Ruine der Burg Hardenstein, das Schloss Steinhausen und das Gruben- und Feldbahnmuseum Zeche Theresia. In einiger Entfernung befindet sich nahe Herbede außerdem die Zeche Egbert, die letzte Kleinzeche des Ruhrgebietes.
Einige Gasthäuser entlang des Wanderweges laden zur Rast und Einkehr ein. Durch mehrere Parkplätze ist der Wanderweg zugänglich. Mit der Hardenstein in der Nähe der Burgruine ist der Wanderweg ebenfalls von der nördlichen Ruhrseite aus zugänglich.

## Liste der Punkte
| Bild           | Lage                                       | Bezeichnung                                             | Nummer | Bemerkungen |
| -------------- | ------------------------------------------ | ------------------------------------------------------- | ------ | --- |
| weitere Bilder | Bommern Muttentalstraße Karte              | Besucherstollen Zeche Nachtigall, Steinbruch Dünkelberg | 1      | Nachtigallstollen auch Baudenkmal Nr. 139, Steinbruch Rauen auch Bodendenkmal Nr. 8 und Naturdenkmal 2.3.20 |
|                | Bommern Muttentalstraße Karte              | Entwicklung des Steinkohlenbergbaus                     | 2      | |
|                | Bommern Muttentalstraße Karte              | Östlicher Tagetrieb Frielinghaus                        | 3      | |
| weitere Bilder | Karte                                      | Stollen Turteltaube                                     | 4      | |
| weitere Bilder | Bommern Muttentalstraße 35 Karte           | Bethaus der Bergleute                                   | 5      | auch Baudenkmal Nr. 140 Station in den Themenrouten 11 – Frühe Industrialisierung und 26 – Sakralbauten der Route der Industriekultur |
|                | Herbede Muttentalstraße Karte              | Halde der Zeche Hermann                                 | 6      | auch Bodendenkmal Nr. 18 |
| weitere Bilder | Bommern Muttentalstraße 30/32 Karte        | Gebäude am Schacht Constanz                             | 7      | auch Baudenkmal Nr. 150 und Baudenkmal Nr. 151 und Baudenkmal Nr. 20 |
|                | Karte                                      | Zeche Hermann                                           | 8      | |
| weitere Bilder | Bommern Muttentalstraße Karte              | Haspelanlage                                            | 9      | |
| weitere Bilder | Bommern Muttentalstraße Karte              | Verladeanlage Zeche Jupiter                             | 10     | auch Baudenkmal Nr. 142 und Bodendenkmal Nr. 10 |
| weitere Bilder | Bommern Muttentalstraße Karte              | Stollen Stettin                                         | 11     | auch Bodendenkmal Nr. 6 |
|                | Herbede Muttentalstraße Karte              | Stollenzeche Maximus                                    | 12     | auch Bodendenkmal Nr. 5 |
| weitere Bilder | Bommern Muttentalstraße Karte              | Muttentalbahn                                           | 13     | auch Bodendenkmal Nr. 9 |
| weitere Bilder | Bommern Muttentalstraße Karte              | Stollen Fortuna                                         | 14     | auch Bodendenkmal Nr. 11 |
|                | Bommern Muttentalstraße Karte              | Halde Schacht Juno                                      | 15     | auch Bodendenkmal Nr. 4 |
| weitere Bilder | Herbede Muttentalstraße Karte              | Zeche Renate                                            | 16     | |
|                | Karte                                      | Dreibaum                                                | 17     | |
| weitere Bilder | Karte                                      | Gedenkstein für verunglückte Bergleute                  | 18     | |
|                | Karte                                      | Geologischer Überblick                                  | 19     | |
| weitere Bilder | Karte                                      | Flözaufschluss                                          | 20     | |
|                |                                            | Mulde des Steinkohlengebirges                           | 20a    | keine Station des Bergbauwanderwegs mehr |
| weitere Bilder | Karte                                      | Göpelschacht Moses                                      | 21     | |
|                |                                            | Am „Piärrestall“                                        | 21a    | |
|                | Herbede Berghauser Straße Karte            | Göpelschacht Wilhelm                                    | 22     | |
|                | Herbede Berghauser Straße Karte            | Mulde des Steinkohlengebirges                           | 22a    | |
|                |                                            | Göpelschacht Heinrich                                   | 23     | |
|                |                                            | Schacht Alexander                                       | 23a    | |
| weitere Bilder | Herbede Hardensteiner Weg Karte            | Westlicher Tagebetrieb Frielinghaus                     | 24     | auch Bodendenkmal Nr. 13 |
|                | Herbede Hardensteiner Weg Karte            | Zeche Orion                                             | 25     | auch Bodendenkmal Nr. 14 |
| weitere Bilder | Herbede Hardensteiner Weg Karte            | Stollen Reiger                                          | 26     | auch Bodendenkmal Nr. 15 |
| weitere Bilder | Herbede Hardensteiner Weg Karte            | Pingenfeld Carthäuser Loch                              | 27     | auch Baudenkmal Nr. 29 |
| weitere Bilder | Herbede Hardensteiner Weg Karte            | St.-Johannes-Erbstollen                                 | 28     | auch Baudenkmal Nr. 263 |
| weitere Bilder | Karte                                      | Wehr und Schleuse                                       | 28a    | |
| weitere Bilder | Herbede Hardensteiner Weg Karte            | Vereinigungsstollen                                     | 29     | auch Baudenkmal Nr. 143 |
|                |                                            | Ruhrtal/Geologischer Aufschluss                         | 29a    | |
| weitere Bilder | Herbede Hardensteiner Weg Karte            | Nachkriegsstollen                                       | 30     | auch Bodendenkmal Nr. 16 |
| weitere Bilder | Herbede Auf der Martha 1/2/3/5 Karte       | Tiefbauzeche Martha                                     | 31     | auch Baudenkmal Nr. 16 |
|                | Karte                                      | Kohlenniederlage Nachtigall                             | 32     | auch Baudenkmal Nr. 19 |
| weitere Bilder | Karte                                      | Nachtigallbrücke                                        | 33     | |
| weitere Bilder | Bommern Nachtigallstraße 27/29/31/33 Karte | Zeche Theresia                                          | 34     | typische Beispiele für Betriebsbauten der frühen Industrialisierungsphase, alle Typen vom Fachwerkbau des 18. Jahrhunderts über den Bruchsteinbau und den klassizistischen Sandsteinbau des frühen 19. Jahrhunderts bis zum Ziegelbau des späten 19. Jahrhunderts; auch Baudenkmal Nr. 200 |
| weitere Bilder | Karte                                      | Stollen Braunschweig Südflügel                          | 35     | |
| weitere Bilder | Bommern Auf Steinhausen 28 Karte           | Haus Steinhausen                                        | 36     | auch Baudenkmal Nr. 230 und Bodendenkmal Nr. 32 |
|                | Bommern Muttentalstraße Karte              | Meilerplatz                                             | 37     | |
| weitere Bilder | Herbede Muttentalstraße Karte              | Schacht Margarethe                                      | 38     | auch Baudenkmal Nr. 141 |
|                | Herbede Altenhöfen Karte                   | Berghauser Höfe                                         | 39     | |
| weitere Bilder | Herbede Rauendahlstraße Karte              | Pingen                                                  | 40     | auch Bodendenkmal Nr. 12 |
|                | Herbede Rauendahlstraße 166 Karte          | Schacht Aurora                                          | 41     | auch Baudenkmal Nr. 15 |
| weitere Bilder | Herbede Kämpenstraße 97 Karte              | Schachtgerüst der Kleinzeche Egbert                     | 42     | auch Baudenkmal Nr. 3 |
| weitere Bilder | Herbede Waldweg Karte                      | Wetterkamin                                             | 43     | auch Baudenkmal Nr. 4 |